# حسام آرمندهی
حسام آرمندهی (زاده ۲۴ شهریور ۱۳۶۴) کارآفرین ایرانی و از بنیانگذاران کافه بازار، دیوار و مسیریاب بلد است. وی دارنده نشان امین‌الضرب است.

## زندگی‌نامه
حسام آرمندهی در سال ۱۳۶۴ در تهران زاده شد و تحصیلات عالی خود را در ایران با کسب کارشناسی مهندسی کامپیوتر از دانشگاه صنعتی شریف در سال ۱۳۸۸ به پایان رساند و در سال ۱۳۸۹ برای ادامه تحصیل در رشته مورد علاقه اش به سوئد رفت و در رشته کارآفرینی و کسب و کار دانشگاه فناوری چالمرز به کسب دانش پرداخت. وی در بین تحصیل و رفت‌وآمدهای خود به ایران چند ایده کسب و کار را عملی کرد و سرانجام در اواخر سال ۱۳۸۹ با همکاری چندتن دیگر اولین نسخه از اپلیکیشن اندرویدی کافه بازار را در کنگره موبایل ایران منتشر کرد.

## مسئولیت‌ها
- کارشناس نرم‌افزار گروه تحلیل MRI مرکز تحقیق علم و فناوری پزشکی دانشگاه تهران، (۱۳۸۳ تا ۱۳۸۶)
- مؤسس و مدیرعامل شرکت نرم‌افزار زیرک، (۱۳۸۵ تا ۱۳۸۸)
- مدیرعامل شرکت آگه‌پردازان هوشمند (دیوار)، (۱۳۹۱ تا ۱۳۹۵) - عضو هیئت مدیره، (۱۳۹۵ تاکنون)
- مدیرعامل شرکت آوای همراه هوشمند هزاردستان (کافه‌بازار)، (۱۳۹۰ تا ۱۳۹۶) - رئیس هیئت مدیره (۱۳۹۶ تاکنون)[۸]

حسام آرمندهی در هشتمین استارتاپ ویکند (رویداد آموزشی-تجربی) تهران به عنوان داور و مربی حضور داشت.

## افتخارات و جوایز
در دومین جشنواره امین‌الضرب که در ۱۸ دی ماه ۹۶ طی مراسمی در تالار وحدت تهران و توسط اتاق بازرگانی، صنایع، معادن و کشاورزی تهران و با هدف تجلیل از کارآفرینان ایرانی برگزار شد، جایزه این دوره نشان امین‌الضرب به حسام آرمندهی بنیان‌گذار کافه‌بازار به عنوان یکی از ۱۰ برگزیده در حوزه کارآفرینی اهدا شد و از وی با اعطای تندیس، لوح و نشان تقدیر به عمل آمد.